# 만자노산솜꼬리토끼
만자노산솜꼬리토끼(Sylvilagus cognatus)는 토끼과에 속하는 솜꼬리토끼의 일종이다. 미국 남서부 뉴멕시코주 만자노 산의 토착종으로 해발 최대 2,880m 이하의 아주 좁은 분포 지역에서 서식한다. 고지대의 침엽수림에서 발견된다. 이전에는 동부솜꼬리토끼의 아종으로 간주했다.